# Kulturfonds Frankfurt RheinMain

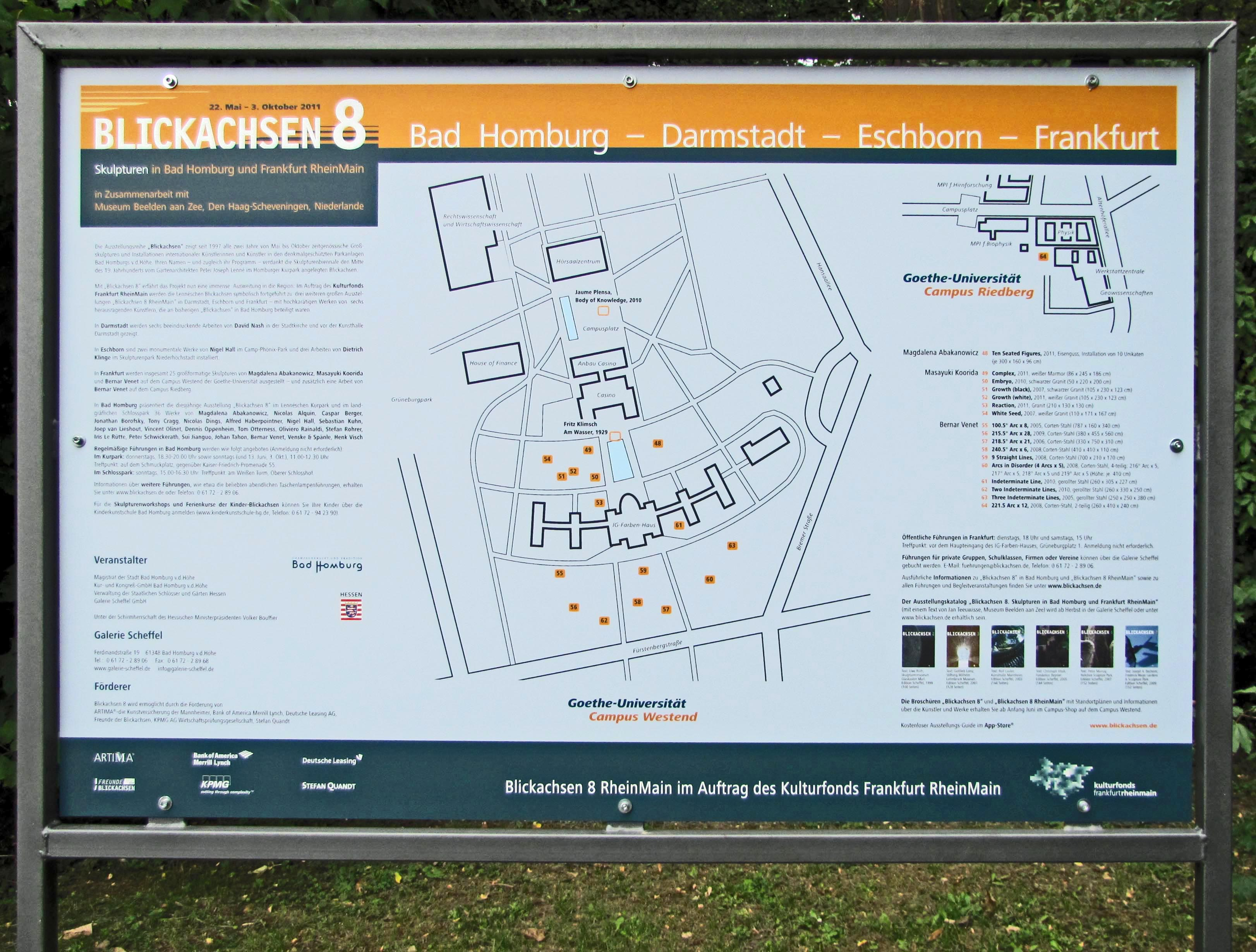
BLICKACHSEN 8 - Rhein-Main ist ein Förderprojekt des Fonds

Der gemeinnützige Kulturfonds Frankfurt RheinMain GmbH wurde am 20. Dezember 2007 auf Initiative der Hessischen Landesregierung gemeinsam mit Städten und Landkreisen im Rhein-Main-Gebiet gegründet. Er verfolgt das Ziel, die kulturelle Infrastruktur in der Region zu fördern.
Gründungsmitglieder sind die Städte Darmstadt und Frankfurt am Main sowie der Hochtaunus- und der Main-Taunus-Kreis und das Land Hessen. Im Februar 2012 trat Wiesbaden als weiterer Gesellschafter hinzu. Im August 2012 schlossen die Stadt Hanau und der Kulturfonds ein Kooperationsabkommen, auf das im ersten Quartal 2013 der gesellschaftsrechtliche Beitritt der Brüder-Grimm-Stadt zum Kulturfonds folgte. Die Städte Bad Vilbel und Offenbach sind Kooperationspartner. Das Stammkapital des Kulturfonds beträgt 120.000 Euro. Sitz des Unternehmens ist Bad Homburg.
Die Gesellschaft ist für weitere Mitglieder aus der Region offen. Als Jahresbeiträge zahlen die Mitglieder (außer Hessen) jeweils 2 Euro pro Einwohner. Das Land Hessen fügte nochmals die gleiche Summe hinzu (Matching-Fund Prinzip). In den Jahren 2009 bis 2011 förderte das Land den Fonds zusätzlich jährlich mit einer Million.

## Aufgaben, Ziele und Projekte
Aufgabe und Ziel des Kulturfonds ist es, die kulturellen Ressourcen und Kräfte der Metropolregion Frankfurt Rhein Main zu bündeln – u. a. auch durch übergreifende Großprojekte – und zu koordinieren, um sie national und auch international bekannter und attraktiver werden zu lassen. Außerdem soll dadurch „die Bewahrung tradierter und die Entwicklung neuer Kultur ermöglicht […] werden“. Nicht zuletzt geht es dabei auch um "kulturpolitische Solidarität" innerhalb der Region.
Das erste vom Kulturfonds initiierte Förderprojekt „Phänomen Expressionismus“ wurde am 5. Mai 2009 in einer Pressekonferenz im Städel vorgestellt. Es umfasste eine Veranstaltungsreihe von August 2009 bis Februar 2011. Mit dem Schwerpunktthema „Impuls Romantik“ richtete der Kulturfonds Frankfurt RheinMain von 2012 bis 2014 den Blick auf die Romantik an Rhein und Main und schöpfte dabei aus der Dichte herausragender Künstler, die hier lebten und wirkten.

## Förderschwerpunkte
Der Kulturfonds fördert Projekte im Bereich Kunst und Kultur von nationaler und internationaler Bedeutung im Rhein-Main-Gebiet. Der Fonds ist Hauptförderer der alle zwei Jahre von Mai bis Oktober in Bad Homburg und im Rhein-Main-Gebiet stattfindenden Ausstellung zeitgenössischer Skulpturen und Installationen Blickachsen.
Der Kulturfonds gibt alle drei Jahre ein neues Motto aus, um einen künstlerischen Austausch zu einem aktuellen Thema in der Region anzuregen. Seit 2022 stehen unter dem Schwerpunktthema "hier leben" vor dem Hintergrund vielfältiger gesellschaftspolitischer Herausforderungen künstlerische und gestalterische Perspektiven für das Zusammenleben im Mittelpunkt.
Der Kulturfonds ist Förderer der World Design Capital Frankfurt RheinMain 2026.

## Organe
- Gesellschafter[12]: Land Hessen, die Landkreise Offenbach, Rheingau-Taunus, Main-Taunus und Hochtaunus sowie die Städte Bad Vilbel, Darmstadt, Hanau, Frankfurt am Main, Oestrich-Winkel, Offenbach am Main, Landeshauptstadt Wiesbaden.
- Kuratorium: Vorsitz: Klaus-Dieter Lehmann. Das Kuratorium berät den Kulturausschuss und die Geschäftsführung.
- Kulturausschuss: Vorsitz: Ulrich Krebs. Eine Hauptaufgabe des Kulturausschusses ist es, kulturelle Projekte nach Beratung durch das Kuratorium zu beschließen. Der Ausschuss besteht aus 26 von den Gesellschaftern entsandten Mitgliedern.
- Geschäftsführung, seit 2025: Susanne Völker[13][14][15]